# يزيد بن الرومي العتكي
يزيد بن الرومي العتكي. شاعر عُماني جاهلي من المجاهيل من بني عتيك، من الأزد، من اليمانيين، لا يُعرف له إلا أربعة أبيات.